# Tabloid (film 2001)
Tabloid è un film del 2001 diretto da David Blair.

## Trama
Darren Daniels è un presentatore televisivo di successo. Gli viene proposta la conduzione di un programma a livello nazionale ma, prima di firmare il contratto, si concede una notte con due attrici porno le quali moriranno e Darren dovrà dare spiegazioni sull'accaduto.